# Léon Chevalier
Pour les articles homonymes, voir Chevalier.
Léon Chevalier né le 10 juin 1996 à Paris est un triathlète français, vainqueur sur l'Embrunman en 2021, où il établit un nouveau record de temps. Multiple vainqueur sur triathlon Ironman.

## Biographie
Léon Chevalier remporte en 2021, l'Embrunman en établissant un nouveau record en 9 h 28 min 18 s. Ce dernier était détenu depuis 10 ans par Hervé Faure en 9 h 34 min 4 s. Vainqueur de l'Ironman à Majorque la même année, il se qualifie pour les championnats du monde d'Ironman 2021 à Saint Georges et 2022 à Kailua-Kona au Etats-unis. En juillet 2022, il domine le Triathlon Alpe d'Huez et s'impose en 5 h 41 min 13 s sur la première place du podium après avoir fait second en 2021. Sur les épreuves des  championnats du monde d'Ironman 2021 et 2022, il accède au « top 10 » de la compétition et prend la 6e du classement général lors de l'épreuve de Saint-Georges et la 7e sur celle de Kona. En 2024, Léon Chevalier se classe quatrième des championnats du monde d'Ironman à Kailua-Kona.

## Palmarès
Le tableau présente les résultats les plus significatifs (podium) obtenus sur le circuit national et international de triathlon depuis 2020.
| Année | Compétition             | Pays           | Position           | Temps           |
| ----- | ----------------------- | -------------- | ------------------ | --------------- |
| 2023  | Ironman Afrique du Sud  | Afrique du Sud | Médaille d'or      | 7 h 11 min 43 s |
| 2022  | Triathlon Alpe d'Huez L | France         | Médaille d'or      | 5 h 41 min 13 s |
| 2021  | Ironman Majorque        | Espagne        | Médaille d'or      | 7 h 57 min 3 s  |
| 2021  | Triathlon Alpe d'Huez L | France         | Médaille d'argent  | 5 h 34 min 12 s |
| 2021  | Ironman Royaume-Uni     | Royaume-Uni    | Médaille de bronze | 8 h 51 min 47 s |
| 2021  | Embrunman               | France         | Médaille d'or      | 9 h 28 min 18 s |